# Snowboard-Europacup 2000/01
Der Snowboard-Europacup 2000/01 war eine von der FIS organisierte Wettkampfserie, die zum Unterbau des Snowboard-Weltcups 2000/01 gehörte. Sie begann am 16. Dezember 2000 und endete am 18. März 2001 in Bad Gastein.

## Männer

### Podestplätze Männer
| Datum             | Austragungsort       | Disz.                 | Sieger              | Zweiter                  | Dritter                |
| ----------------- | -------------------- | --------------------- | ------------------- | ------------------------ | ---------------------- |
| 16. Dezember 2000 | Bad Gastein          | Parallelslalom        | Christophe Ségura   | Ascan Barone Pitscheider | Roland Fischnaller     |
| 17. Dezember 2000 | Bad Gastein          | Parallelslalom        | Michael Layer       | Christophe Ségura        | Roland Fischnaller     |
| 6. Januar 2001    | Szczyrk              | Parallel-Riesenslalom | Simone Salvati      | Christophe Ségura        | Lukasz Starowicz       |
| 19. Januar 2001   | Berchtesgaden        | Parallelslalom        | Georg Rabanser      | Gerardo Cusini           | Werner Ebenbauer       |
| 20. Januar 2001   | Berchtesgaden        | Parallelslalom        | Harald Walder       | Anton Pogue              | Gerardo Cusini         |
| 31. Januar 2001   | Szczyrk              | Parallel-Riesenslalom | Lukasz Starowicz    | Andreas Zarandy          | Martin Sitarz          |
| 13. Februar 2001  | Berchtesgaden        | Halfpipe              | Philipp Troger      | Daniel Fernandez         | Christphe Schmidt      |
| 14. Februar 2001  | Berchtesgaden        | Halfpipe              | Yann Imboden        | Christphe Schmidt        | Alexander Stüttler     |
| 17. Februar 2001  | St. Johann im Pongau | Riesenslalom          | Lukasz Starowicz    | Andreas Prommegger       | Alexander Gitschthaler |
| 18. Februar 2001  | St. Johann im Pongau | Parallelslalom        | Andreas Prommegger  | Olivier Mermillod        | Stefan Böck            |
| 21. Februar 2001  | Sappada              | Riesenslalom          | Ryan McDonald       | Gerhard Unterkofler      | Andreas Prommegger     |
| 22. Februar 2001  | Sappada              | Parallelslalom        | Gerry Ring          | Sven Unger               | Ryan McDonald          |
| 3. März 2001      | Schnalstal           | Halfpipe              | Tommaso Tagliaferri | Alexander Stüttler       | Szczepan Ligocki       |
| 18. März 2001     | Bad Gastein          | Riesenslalom          | Gerry Ring          | Andreas Prommegger       | Klemen Razinger        |

### Gesamtwertungen Männer
| Rang | Name                | Punkte |
| ---- | ------------------- | ------ |
| 1    | Andreas Prommegger  | 352    |
| 2    | Gerry Ring          | 256    |
| 3    | Ryan McDonald       | 232    |
| 4    | Lukasz Starowicz    | 160    |
| 5    | Matteo Bormolini    | 157    |
| 6    | Sven Unger          | 136    |
| 7    | Gerhard Unterkofler | 128    |
| 8    | Thomas Lienbacher   | 120    |
| 9    | Klemen Razinger     | 118    |
| 10   | Federico Gatto      | 109    |

| Rang | Name                     | Punkte |
| ---- | ------------------------ | ------ |
| 1    | Christophe Ségura        | 602    |
| 2    | Andreas Prommegger       | 529    |
| 3    | Harald Walder            | 522    |
| 4    | Gerardo Cusini           | 504    |
| 5    | Roland Fischnaller       | 478    |
| 6    | Ascan Barone Pitscheider | 456    |
| 7    | Georg Rabanser           | 448    |
| 8    | Gerhard Unterkofler      | 416    |
| 9    | Michael Layer            | 374    |
| 10   | Ingemar Walder           | 368    |

| Rang | Name                 | Punkte |
| ---- | -------------------- | ------ |
| 1    | Philipp Troger       | 330    |
| 2    | Alexander Stüttler   | 240    |
| 3    | Christphe Schmidt    | 228    |
| 4    | Yann Imboden         | 219    |
| 5    | Daniel Fernandez     | 176    |
| 6    | Kei Naito            | 118    |
| 7    | Marcus Poschenrieder | 111    |
| 8    | Pedro Mongelos       | 110    |
| 9    | Lorenzo Semino       | 108    |
| 10   | Andreas Hochwimmer   | 107    |

## Frauen

### Podestplätze Frauen
| Datum             | Austragungsort       | Disz.                 | Sieger                | Zweiter            | Dritter             |
| ----------------- | -------------------- | --------------------- | --------------------- | ------------------ | ------------------- |
| 16. Dezember 2000 | Bad Gastein          | Parallelslalom        | Steffi von Siebenthal | Claudia Riegler    | Katharina Himmler   |
| 17. Dezember 2000 | Bad Gastein          | Parallelslalom        | Steffi von Siebenthal | Nina Schlegel      | Heidi Jaufenthaler  |
| 6. Januar 2001    | Szczyrk              | Parallel-Riesenslalom | Jagna Marczułajtis    | Heidi Jaufenthaler | Mieke Verlinden     |
| 19. Januar 2001   | Berchtesgaden        | Parallelslalom        | Stacia Hookom         | Katja Reinauer     | Kathrin Winkler     |
| 20. Januar 2001   | Berchtesgaden        | Parallelslalom        | Anna Kaltiainen       | Heidi Krings       | Kathrin Winkler     |
| 31. Januar 2001   | Szczyrk              | Parallel-Riesenslalom | Petra Elsterová       | Małgorzata Kukucz  | Anna Luckos         |
| 13. Februar 2001  | Berchtesgaden        | Halfpipe              | Alessandra Pescosta   | Agurtzane Otegui   | Maria Schumacher    |
| 14. Februar 2001  | Berchtesgaden        | Halfpipe              | Alessandra Pescosta   | Joelle Rohrer      | Sabrina Zündel      |
| 17. Februar 2001  | St. Johann im Pongau | Riesenslalom          | Heidi Krings          | Alexa Loo          | Amalie Kulawik      |
| 18. Februar 2001  | St. Johann im Pongau | Parallelslalom        | Kathrin Winkler       | Lucie Combal       | Evelyn Maier        |
| 21. Februar 2001  | Sappada              | Riesenslalom          | Alexa Loo             | Evelyn Maier       | Isabella Dal Balcon |
| 22. Februar 2001  | Sappada              | Parallelslalom        | Isabella Dal Balcon   | Marion Kreiner     | Amalie Kulawik      |
| 3. März 2001      | Schnalstal           | Halfpipe              | Sabrina Zündel        | Maria Schumacher   | Katarzyna Lewieniec |
| 18. März 2001     | Bad Gastein          | Riesenslalom          | Isabella Dal Balcon   | Evelyn Maier       | Kathrin Winkler     |

### Gesamtwertungen Frauen
| Rang | Name                | Punkte |
| ---- | ------------------- | ------ |
| 1    | Evelyn Maier        | 369    |
| 2    | Alexa Loo           | 324    |
| 3    | Isabella Dal Balcon | 308    |
| 4    | Heidi Krings        | 302    |
| 5    | Kathrin Winkler     | 282    |
| 6    | Amalie Kulawik      | 247    |
| 7    | Marion Kreiner      | 161    |
| 8    | Petra Elsterová     | 154    |
| 9    | Marjorie Rey        | 153    |
| 10   | Heidi Leitner       | 119    |

| Rang | Name                  | Punkte |
| ---- | --------------------- | ------ |
| 1    | Steffi von Siebenthal | 640    |
| 2    | Kathrin Winkler       | 440    |
| 3    | Katja Reinauer        | 408    |
| 4    | Heidi Jaufenthaler    | 374    |
| 5    | Nina Schlegel         | 371    |
| 6    | Heidi Krings          | 359    |
| 7    | Doris Günther         | 353    |
| 8    | Stephanie Berchtold   | 351    |
| 9    | Amalie Kulawik        | 348    |
| 10   | Katharina Himmler     | 335    |

| Rang | Name                | Punkte |
| ---- | ------------------- | ------ |
| 1    | Alessandra Pescosta | 330    |
| 2    | Maria Schumacher    | 218    |
| 3    | Sabrina Zündel      | 208    |
| 4    | Joelle Rohrer       | 204    |
| 5    | Agurtzane Otegui    | 160    |
| 6    | Verena Höfer        | 137    |
| 7    | Verena Pedevilla    | 116    |
| 8    | Anita Brandner      | 105    |
| 9    | Kati Lukaschek      | 94     |
| 10   | Silvia Mittermüller | 90     |